# Stazione di Briga Marittima
La stazione di Briga Marittima (in francese La Brigue) è una fermata ferroviaria della linea Cuneo–Ventimiglia a servizio dell'omonimo comune francese.
L'impianto fu aperto come stazione il 1º giugno 1915. Rimase isolata dalla rete ferroviaria dopo la distruzione di ponti e gallerie da parte dei tedeschi in ritirata tra il 15 e il 26 aprile 1945.
Restò di competenza delle Ferrovie dello Stato (FS) fino al 15 settembre 1947 e passò in carico alla Société nationale des chemins de fer français (SNCF) il giorno successivo, quando l'alta valle Roja venne scorporata dalla provincia di Cuneo diventando territorio francese in forza del trattato di pace con la Francia.
Dopo trentaquattro anni di inattività, fu riaperta come fermata ferroviaria col nome francese di La Brigue il 6 ottobre 1979, giorno dell'inaugurazione della Cuneo-Ventimiglia ricostruita.

## Storia

### Le fasi realizzative
La stazione di Briga Marittima venne aperta all'esercizio il 1º giugno 1915 assieme al tronco di circa 7,7 km Tenda–San Dalmazzo di Tenda della ferrovia Cuneo-Ventimiglia, che venne completata soltanto il 30 ottobre 1928.
Il piazzale fu equipaggiato con la linea di contatto bifilare in occasione dell'elettrificazione in corrente alternata trifase a 3,6 kV-16⅔ Hz della Cuneo Gesso-San Dalmazzo di Tenda, che venne esercita a trazione elettrica a partire dal 15 maggio 1931.

### Le distruzioni belliche e la cessione alla Francia
Con l'armistizio separato firmato l'8 settembre 1943 da Badoglio la valle Roja precipitò progressivamente nel caos e con l'occupazione tedesca iniziarono azioni di sabotaggio e bombardamenti alleati.  La circolazione dei treni a sud di Tenda, e quindi a Briga Marittima, cessò definitivamente tra novembre e dicembre 1944 a causa di ripetuti bombardamenti aerei che danneggiarono diversi manufatti. Non si trattava di danni gravi, ma non venne ritenuto conveniente ripararli per l'eccessiva vicinanza del fronte, che aveva ormai raggiunto Breil.
Tra il 15 e il 26 aprile 1945 l'esercito in ritirata operò la distruzione sistematica dei principali viadotti e gallerie della linea. Sebbene queste non interessassero né la stazione, che rimase intatta, né le tratte afferenti, Briga Marittima rimase completamente isolata dalla rete FS per il crollo del viadotto sul Roja a valle della stazione di Vievola e di quello situato nei pressi della centrale elettrica all'estremità sud dell'abitato di San Dalmazzo di Tenda.
Nel dopoguerra le FS intrapresero la ricostruzione della linea, raggiungendo la stazione di Vievola il 22 dicembre 1946. Era loro intenzione proseguire fino al confine francese di San Dalmazzo di Tenda, ma il 10 febbraio 1947 l'ambasciatore d'Italia a Parigi Antonio Meli Lupi di Soragna firmò il trattato di pace che prevedeva la cessione di Tenda e Briga Marittima alla Francia, circostanza che fermò i lavori di ripristino. In forza del suddetto trattato, alle ore 22 del 15 settembre 1947 il tricolore italiano fu ammainato dalle caserme e dagli uffici pubblici di Tenda e Briga Marittima, che divennero francesi dal giorno successivo. Dallo stesso giorno la stazione di Briga Marittima, inservibile per l'esercizio ferroviario ma con il fabbricato viaggiatori in discrete condizioni, passò in carico alla SNCF che la utilizzò, negli anni successivi, come colonia di vacanze per i figli dei ferrovieri francesi.

### L'abbandono e la riapertura
Il nuovo confine in valle Roja fu un forte ostacolo per la ricostruzione della Cuneo-Ventimiglia, la cui parte francese non venne ripristinata nonostante le promesse fatte alle popolazioni di Tenda e Briga Marittima in occasione del referendum che avrebbe sancito il loro passaggio alla Francia. Dopo decenni di disinteresse da parte di entrambi gli stati la situazione si sbloccò il 24 giugno 1970 con la firma di una convenzione italo-francese, ma per il ripristino del tratto in territorio transalpino fu necessario attendere fino al 1º febbraio 1976, data ufficiale di inizio dei lavori.
Con la posa del nuovo binario, che raggiunse la stazione di Briga Marittima il 12 ottobre 1978, il piazzale venne ridotto dai due binari originali ad uno solo, mentre il fascio merci venne soppresso.

Lungo il nuovo binario vennero costruiti ex novo un marciapiede lungo 150 m ed una piccola costruzione, comprendente una sala d'attesa chiusa, in posizione più ravvicinata all'abitato rispetto alla vecchia stazione, il cui fabbricato viaggiatori, persa la sua funzione ferroviaria, venne acquisito dal comune.
La nuova fermata, denominata in francese La Brigue, entrò in esercizio commerciale il 7 ottobre 1979, giorno successivo a quello della seconda inaugurazione della linea.

## Strutture ed impianti
Stazione su linea a semplice binario comprendente in origine fabbricato viaggiatori, latrine, magazzino merci e piano caricatore.

Con la riapertura della linea le suddette infrastrutture sono state abbandonate e sostituite da una piccola costruzione in muratura comprendente una sala d'attesa chiusa situata in posizione più ravvicinata all'abitato rispetto al vecchio fabbricato viaggiatori.

Quota del piano del ferro: 750,580 m s.l.m..

### Configurazione del piazzale
Il piazzale era dotato in origine di due binari passanti e di un fascio merci.

Per la riapertura al traffico della Cuneo-Ventimiglia (6 ottobre 1979) vennero soppressi tutti i binari di servizio, che vennero sostituiti da un binario di piena linea con un tracciato ottimizzato per consentire la velocità di 80 km/h.

### Modalità di trazione
- Trazione a vapore fino al 1931[6].
- Elettrificazione in corrente alternata trifase a 3,6 kV-16⅔ Hz dell'intero piazzale nel 1931[6].
- Smantellamento dei resti dell'elettrificazione trifase a partire dal 1976, congiuntamente con la bonifica della linea dagli ordigni bellici e la rimozione dei binari[26].
- Trazione termica dalla riapertura della Cuneo-Ventimiglia nel 1979[27].

### Impianti di segnalamento e sicurezza
In occasione della riapertura della Cuneo-Ventimiglia (6 ottobre 1979) sono stati smantellati tutti i resti dell'impianto di segnalamento originario. L'arresto dei treni è regolato dall'orario di servizio.

### Curiosità
- Della fermata, pur appartenendo alla rete ferroviaria francese (RFF), è resa possibile la consultazione del quadro "arrivi/partenze" dei treni della compagnia Trenitalia in tempo reale sul sito www.viaggiatreno.it, servizio offerto dalla Ferrovie dello Stato Italiane.